# Wincor Nixdorf

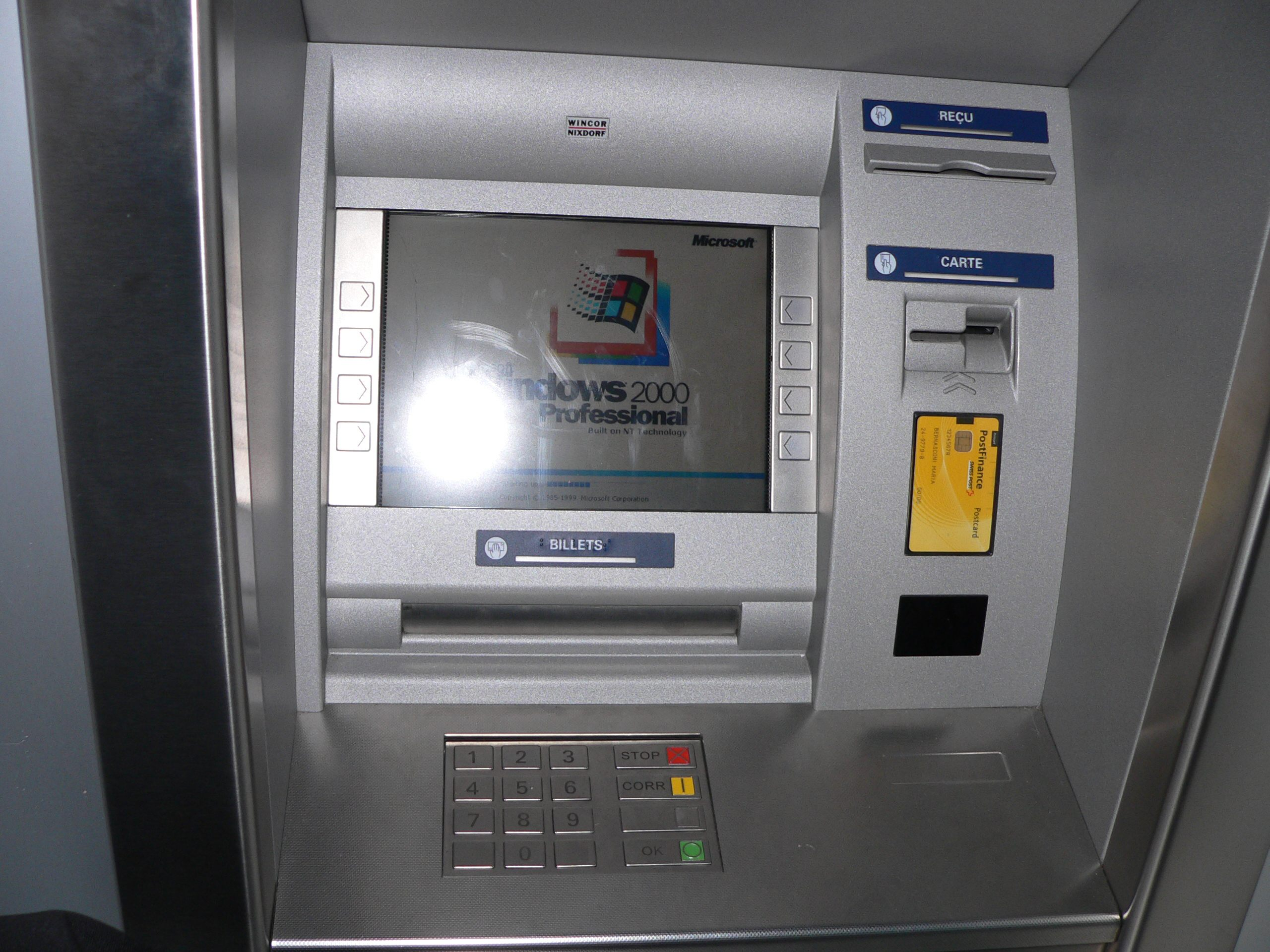
Un distributeur Wincor Nixdorf de PostFinance en Suisse sous Windows 2000 (2005).

Wincor Nixdorf est une entreprise allemande qui fait partie du SDAX. Elle fabrique des solutions d'automates bancaires et de caisses enregistreuses.

## Historique
La société Wincor Nixdorf, fondée en 1999, est issue de Siemens Nixdorf, elle-même provenant de la fusion de Siemens et Nixdorf Computing AG en 1990.
En novembre 2015, Diebold lance une offre de rachat pour 1,7 milliard d'euros en actions et en numéraire. À la suite de cette fusion, Diebold Nixdorf deviendra le nouveau leader mondial des automates bancaires.

## Activité
Intégrateur métier pour la banque et la distribution[C'est-à-dire ?], Wincor Nixdorf conçoit, met en œuvre et opère des solutions (logicielles et matérielles) en agissant sur trois flux stratégiques : les flux clients, les flux de gestion d’espèces et les flux de paiements électroniques. Avec un chiffre d’affaires dépassant deux milliards d’euros, le groupe est présent dans plus de 100 pays avec plus de 9000 collaborateurs.
La filiale française occupe, depuis 2004, la place de n°1 du marché français en livraison tant sur les solutions de libre service bancaires que sur les technologies d’encaissement[réf. souhaitée].